# MTV Italian Music Awards
O MTV Awards (apresentado como TRL Awards entre 2006 e 2012) foi uma premiação da MTV Itália que celebrava artistas italianos e internacionais. Foi realizada entre 2006 e 2017. A cerimónia tinha lugar na primavera boreal de cada ano. Nos primeiros tempos, algumas das categorias iam a votos na Internet, outras no Windows Live Messenger, ao passo que as demais eram votadas através de SMS.

## Cidades Anfitriãs dos MTV TRL Awards
| Edição | Ano  | Local                 | Cidade Sede | Apresentador                                     | Data                |
| ------ | ---- | --------------------- | ----------- | ------------------------------------------------ | ------------------- |
| 1°     | 2006 | Piazza del Duomo      | Milão       | Alessandro Cattelan e Giorgia Surina             | 25 de março de 2006 |
| 2°     | 2007 | Piazza del Duomo      | Milão       | Alessandro Cattelan                              | 14 de abril de 2007 |
| 3°     | 2008 | Piazza del Plebiscito | Nápoles     | Alessandro Cattelan e Elena Santarelli           | 17 de maio de 2008  |
| 4°     | 2009 | Piazza Unità d'Italia | Trieste     | Carlo Pastore e Elisabetta Canalis               | 16 de maio de 2009  |
| 5°     | 2010 | Porto Antico          | Gênova      | J-Ax                                             | 8 de maio de 2010   |
| 6°     | 2011 | Piazza Santa Croce    | Florença    | Fabrizio Biggio, Francesco Mandelli e Nina Zilli | 20 de abril de 2011 |
| 7°     | 2012 | Piazzale Michelangelo | Florença    | Valentina Correani e Club Dogo                   | 5 de maio de 2012   |

## Prémios

### 2006
- First Lady: Avril Lavigne
- Man of the Year: Lee Ryan
- Best Group: t.A.T.u.
- Best New Artist: Hilary Duff
- Best Number #1: Lee Ryan - Army of Lovers
- Best "Verrei ma non posso": Cast O.C.
- Best Cry Award: Jesse McCartney
- Best Riempi-Piazza: Gemelli DiVersi
- Best TRL City: Milano
- Best Funny Moment : Bloodhound Gang
- Italians Do It Better: Negramaro
- Miglior Cartellone: Most artistic

### 2007
- First Lady: Hilary Duff
- Man of the Year: Tiziano Ferro
- Best Band: My Chemical Romance
- Best New Artist: 30 Seconds to Mars
- Best Number #1: Finley "Diventerai una star"
- Best Cry Award: Finley
- Best Riempi-Piazza: Tiziano Ferro
- Italians Do It Better: Finley
- Best Movie: Notte prima degli esami - Oggi
- Best Live Moment: Zero Assoluto (in Siracusa)
- Best TRL History: Nek

### 2008
- First Lady: Avril Lavigne
- Man of the Year: Tiziano Ferro
- Best Band: Tokio Hotel
- Best Cartello: Matteo, Mattia, Francesca & Lorenzo - Florença - 30 Seconds to Mars
- Best New Artist: Sonohra
- Best Riempi-Piazza: Finley
- Best Movie: Come tu mi vuoi
- Best Blockbuster's Couple: Michelle Hunziker e Fabio De Luigi
- Best TRL History: Max Pezzali
- Best Number One: Tokio Hotel - "Monsoon"

### 2009
- First Lady: Hilary Duff
- Man Of The Year: Marco Carta
- Best Band: Lost
- Best Riempi-Piazza: Sonohra
- Best Cartello: Jonas Brothers
- Italians Do It Better: Gemelli Diversi
- Best Movie: Twilight
- Best Number One Of The Year: Marco Carta - La Forza Mia
- Best New Artist Presented By MTV Pulse: dARI
- Best Event In Milan: Jonas Brothers
- Playlist Generation: #1 30 Seconds to Mars - "A Beautiful Lie"

### 2010
- Best International Act: Justin Bieber
- Best New Generation: Broken Heart College
- Best Look: dARI
- Best Movie: Avatar
- Best Fan Club: Lost
- My TRL Video: Valerio Scanu - Per tutte le volte che...
- MTV First Lady: Malika Ayane
- MTV Man of the Year: Marco Mengoni
- MTV Best Band: Muse

### 2011
- Best Look: Avril Lavigne
- Best MTV Show: I soliti idioti
- Best new act: Modà
- Hot&sexy Award: Robert Pattinson
- Too much Award: Luciano Ligabue
- Wonder Woman Award: Lady Gaga
- Superman Award: Fabri Fibra
- Best band: 30 Seconds to Mars
- Best talent show Artist: Marco Carta
- Italians do it Better: Modà
- TRL History Award: Zero Assoluto
- First Lady Award: Nina Zilli

### 2012
- Best Look: Justin Bieber
- Best MTV Show: I soliti idioti
- Best New Generation: Emis Killa
- Wonder Woman Award: Laura Pausini
- Superman Award: Marco Mengoni
- Best Band: Modà
- Italians do it better: Emma Marrone
- Best Fan: Big Bang
- Best Tormentone: Michel Teló - Ai Se Eu Te Pego
- Best Video: LMFAO featuring Lauren Bennett and GoonRock - Party Rock Anthem
- MTV History Award: Subsonica